# فريير
فريير (بالإنجليزية: Freer, Texas)‏ هي مدينة تقع بولاية تكساس في شمال شرق الولايات المتحدة. تبلغ مساحة هذه المدينة 10.5 (كم²)، وترتفع عن سطح البحر 158 م، بلغ عدد سكانها 3241 نسمة في عام 2000 حسب إحصاء مكتب تعداد الولايات المتحدة وتصل الكثافة السكانية فيها 310.5 نسمة/كم2.

## التركيبة السكانية
حدّد مكتب تعداد الولايات المتحدة بيانات التركيبة السكانية لفريير في تعداد الولايات المتحدة. في ما يلي، التركيبة السكانية حسب تعدادي 2000 و2010.

### تعداد عام 2000
بلغ عدد سكان فريير 3,241 نسمة بحسب تعداد عام 2000، وبلغ عدد الأسر 1,111 أسرة وعدد العائلات 846 عائلة مقيمة في المدينة. في حين سجلت الكثافة السكانية 302.6 نسمة لكل كيلومتر مربع (783.7/ميل2). وبلغ عدد الوحدات السكنية 1,334 وحدة بمتوسط كثافة قدره 124.6 لكل كيلومتر مربع (322.7/ميل2).
وتوزع التركيب العرقي للمدينة بنسبة 80.59% من البيض و0.46% من الأمريكيين الأفارقة و0.68% من الأمريكيين الأصليين و0.25% من الأمريكيين ذوي الأصول الآسيوية و14.87% من الأعراق الأخرى و3.15% من عرقين مختلطين أو أكثر و77.38% من الهسبانيون أو اللاتينيون من أي عرق.
بلغ عدد الأسر 1,111 أسرة كانت نسبة 49% منها لديها أطفال تحت سن الثامنة عشر تعيش معهم، وبلغت نسبة الأزواج القاطنين مع بعضهم البعض 56.3% من أصل المجموع الكلي للأسر، ونسبة 14.3% من الأسر كان لديها معيلات من الإناث دون وجود شريك،  بينما كانت نسبة 5.5% من الأسر لديها معيلون من الذكور دون وجود شريكة وكانت نسبة 23.9% من غير العائلات. تألفت نسبة 21.5% من أصل جميع الأسر من عدة أفراد يعيشون في نفس المنزل ونسبة 9.2% كانت تتألف من شخص يعيش بمفرده يبلغ من العمر 65 عاماً أو أكثر. وبلغ متوسط حجم الأسرة المعيشية 2.92، أما متوسط حجم العائلات فبلغ 3.40.
بلغ العمر الوسطي للسكان 30.5 عاماً. وكانت نسبة 33.1% من القاطنين تحت سن الثامنة عشر، وكانت نسبة 9.8% بين الثامنة عشر والرابعة والعشرين عاماً، ونسبة 26.3% كانت واقعةً في الفئة العمرية ما بين الخامسة والعشرين والرابعة والأربعين عاماً، ونسبة 19.9% كانت ما بين الخامسة والأربعين والرابعة والستين، ونسبة 10.9% كانت ضمن فئة الخامسة والستين عاماً فما فوق. يوجد لكل 100 أنثى 95.9 ذكر، ويوجد لكل 100 أنثى في الثامنة عشر من عمرها فما فوق 96.1 ذكر.
بلغ متوسط دخل الأسرة في المدينة 25,078 دولارًا، أما متوسط دخل العائلة فبلغ 26,475 دولارًا. وكان متوسط دخل الذكور 26,789 دولارًا مقابل 17,159 دولارًا للإناث. وسجل دخل الفرد الخاص بالمدينة 11,457 دولارًا. وكانت نسبة 18.4% من العائلات ونسبة 21.6% من السكان تحت خط الفقر، وكان من هؤلاء نسبة 26.5% تحت سن الثامنة عشر ونسبة 25.4% في الخامسة والستين من العمر وما فوق.

### تعداد عام 2010
بلغ عدد سكان فريير 2,818 نسمة بحسب تعداد عام 2010، وبلغ عدد الأسر 980 أسرة وعدد العائلات 731 عائلة مقيمة في المدينة. في حين سجلت الكثافة السكانية 263.1 نسمة لكل كيلومتر مربع (681.4/ميل2). وبلغ عدد الوحدات السكنية 1,241 وحدة بمتوسط كثافة قدره 115.9 لكل كيلومتر مربع (300.2/ميل2).
وتوزع التركيب العرقي للمدينة بنسبة 88.40% من البيض و0.46% من الأمريكيين الأفارقة و0.50% من الأمريكيين الأصليين و0.46% من الأمريكيين ذوي الأصول الآسيوية و8.45% من الأعراق الأخرى و1.74% من عرقين مختلطين أو أكثر و82.04% من الهسبانيون أو اللاتينيون من أي عرق.
بلغ عدد الأسر 980 أسرة كانت نسبة 41.3% منها لديها أطفال تحت سن الثامنة عشر تعيش معهم، وبلغت نسبة الأزواج القاطنين مع بعضهم البعض 49.6% من أصل المجموع الكلي للأسر، ونسبة 17.7% من الأسر كان لديها معيلات من الإناث دون وجود شريك،  بينما كانت نسبة 7.3% من الأسر لديها معيلون من الذكور دون وجود شريكة وكانت نسبة 25.4% من غير العائلات. تألفت نسبة 22.2% من أصل جميع الأسر من عدة أفراد يعيشون في نفس المنزل ونسبة 10% كانت تتألف من شخص يعيش بمفرده يبلغ من العمر 65 عاماً أو أكثر. وبلغ متوسط حجم الأسرة المعيشية 2.87، أما متوسط حجم العائلات فبلغ 3.36.
بلغ العمر الوسطي للسكان 33.9 عاماً. وكانت نسبة 30.1% من القاطنين تحت سن الثامنة عشر، وكانت نسبة 9.5% بين الثامنة عشر والرابعة والعشرين عاماً، ونسبة 22.6% كانت واقعةً في الفئة العمرية ما بين الخامسة والعشرين والرابعة والأربعين عاماً، ونسبة 24% كانت ما بين الخامسة والأربعين والرابعة والستين، ونسبة 13.8% كانت ضمن فئة الخامسة والستين عاماً فما فوق. وتوزع التركيب الجنسي للسكان بنسبة 49.6% ذكور و50.4% إناث.

## أعلام
- جيم آكر
- بيل آكر

## وصلات خارجية
- The US50 - Cities and Towns in Texas State